# 谢恩·卡萨斯
谢恩·卡萨斯（英語：Shaine Casas，1999年12月25日—），生于加利福尼亚州聖地牙哥，美国男子游泳运动员，曾就读于得克萨斯农工大学、德克薩斯大學奧斯汀分校，他曾获得2022年世界游泳锦标赛男子200米仰泳铜牌。